# Трансграничная агломерация
Трансграничная агломерация — агломерация или конурбация, располагающаяся на территории нескольких административно-территориальных единиц, стран или государств.

## Список трансграничных агломераций

### Европа
| Населённые пункты                                   | Страны                         | Общая численность населения, чел. |
| --------------------------------------------------- | ------------------------------ | --------------------------------- |
| Монако — Ментона — Вентимилья                       | Монако — Франция — Италия      |                                   |
| Базель — Юнинг — Вайль-на-Рейне                     | Швейцария — Франция — Германия | 2 300 000                         |
| Женева — Ньон — Аннемасс — Ферней-Вольтер           | Швейцария — Франция            | 1 200 000                         |
| Ла-Шо-де-Фон — Ле-Локль — Морто — Вилер-ле-Лак      | Швейцария — Франция            | 80 000                            |
| Мендризио — Кьяссо — Комо                           | Швейцария — Италия             | 270 000                           |
| Нова-Горица — Гориция                               | Словения — Италия              |                                   |
| Лонгви — Обанж — Петанж                             | Франция — Бельгия — Люксембург | 80 000                            |
| Лилль — Рубе — Туркуэн — Мускрон — Турне — Кортрейк | Франция — Бельгия              | 1 950 000                         |
| Мобёж — Отмон — Ольнуа-Эмери — Жемон — Эркелин      | Франция — Бельгия              | 130 000                           |
| Андай — Ирун                                        | Франция — Испания              | 75 000                            |
| Форбак — Саарбрюккен                                | Франция — Германия             | 700 000                           |
| Страсбург — Кель                                    | Франция — Германия             | 700 000                           |
| Констанц — Кройцлинген                              | Германия — Швейцария           | 110 000                           |
| Херцогенрат — Керкраде                              | Германия — Нидерланды          | 95 000                            |
| Гёрлиц — Згожелец                                   | Германия — Польша              |                                   |
| Франкфурт-на-Одере — Слубице                        | Германия — Польша              | 75 000                            |
| Чески-Тешин — Цешин                                 | Чехия — Польша                 |                                   |
| Хапаранда — Торнио                                  | Швеция — Финляндия             | 32 000                            |
| Пелло — Пелло                                       | Швеция — Финляндия             | 4 500                             |
| Каресуандо — Кааресуванто                           | Швеция — Финляндия             | 500                               |
| Светогорск — Иматра                                 | Россия — Финляндия             | 45 000                            |
| Ивангород — Нарва                                   | Россия — Эстония               | 75 000                            |
| Валка — Валга                                       | Латвия — Эстония               | 20 000                            |
| Русе — Джурджу                                      | Болгария — Румыния             | 250 000                           |
| Лиффорд — Страбэйн                                  | Ирландия — Великобритания      | 18 500                            |

### Северная Америка
| Населённые пункты                | Страны        | Общая численность населения, чел. |
| -------------------------------- | ------------- | --------------------------------- |
| Детройт — Уинсор                 | США — Канада  | 5 700 000                         |
| Ниагара-Фоллс — Ниагара-Фоллс    | США — Канада  | 138 000                           |
| Порт-Гурон — Сарния/Пойнт-Эдвард | США — Канада  | 105 776                           |
| Интернешнл-Фоллс — Форт-Франсес  | США — Канада  | 15 000                            |
| Буффало — Форт-Эри               | США — Канада  |                                   |
| Су-Сент-Мари — Су-Сент-Мари      | США — Канада  |                                   |
| Сан-Диего — Тихуана              | США — Мексика | 5 105 769                         |
| Калексико — Мехикали             | США — Мексика | 975 000                           |
| Сан-Луис — Сан-Луис-Рио-Колорадо | США — Мексика |                                   |
| Люквилл — Сонойта                | США — Мексика |                                   |
| Сасабе — Сарик                   | США — Мексика |                                   |
| Ногалес — Ногалес                | США — Мексика |                                   |
| Нако — Нако                      | США — Мексика |                                   |
| Дуглас — Агуа-Приета             | США — Мексика |                                   |
| Эль-Пасо — Сьюдад-Хуарес         | США — Мексика | 2 500 000                         |
| Пресидио — Охинага               | США — Мексика |                                   |
| Дель-Рио — Сьюдад-Акунья         | США — Мексика |                                   |
| Игл-Пэс — Пьедра-Негра           | США — Мексика |                                   |
| Ларедо — Нуэво-Ларедо            | США — Мексика | 775 481                           |
| Рио-Гранде-Сити — Камарго        | США — Мексика |                                   |
| Мак-Аллен — Реиноза              | США — Мексика | 1 700 000                         |
| Браунсвилл — Матаморос           | США — Мексика | 1 136 995                         |

### Южная Америка
| Населённые пункты                         | Страны                     | Общая численность населения, чел. |
| ----------------------------------------- | -------------------------- | --------------------------------- |
| Сен-Лоран-дю-Марони — Албина              | Франция — Суринам          |                                   |
| Сен-Жорж-де-л’Ояпок — Ояпоки              | Франция — Бразилия         |                                   |
| Летисия — Табатинга — Санта-Роза-де-Явари | Колумбия — Бразилия — Перу | 100 000                           |
| Фос-ду-Игуасу — Сьюдад-дель-Эсте          | Бразилия — Парагвай        | 700 000                           |
| Понта-Поран — Педро-Хуан-Кабальеро        | Бразилия — Парагвай        |                                   |
| Сантана-ду-Ливраменту — Ривера            | Бразилия — Уругвай         |                                   |
| Шуи — Чуи                                 | Бразилия — Уругвай         |                                   |
| Корумба — Пуэрто-Суарес                   | Бразилия — Боливия         |                                   |

### Азия
| Населённые пункты        | Страны                      | Общая численность населения, чел. |
| ------------------------ | --------------------------- | --------------------------------- |
| Даньдун — Синыйджу       | Китай — КНДР                | 2 700 000                         |
| Шэньчжэнь — Гонконг      | Китай — Гонконг             | 19 000 000                        |
| Сингапур — Джохор-Бару   | Сингапур — Малайзия         | 7 000 000                         |
| Таба — Эйлат — Акаба     | Египет — Израиль — Иордания | 150 000                           |
| Благовещенск — Хэйхэ     | Россия — Китай              | 337 000                           |
| Карасуу — Карасу         | Кыргызстан — Узбекистан     | 300 000                           |
| Забайкальск — Маньчжурия | Россия — Китай              | 163 000                           |
| Кяхта — Алтанбулаг       | Россия — Монголия           | 22 000                            |

### Африка
| Населённые пункты    | Страны                                                              | Общая численность населения, чел. |
| -------------------- | ------------------------------------------------------------------- | --------------------------------- |
| Киншаса — Браззавиль | Демократическая Республика Конго — Республика Конго                 |                                   |
| Зонго — Банги        | Демократическая Республика Конго — Центральноафриканская Республика |                                   |
| Букаву — Сианггю     | Демократическая Республика Конго — Руанда                           |                                   |
| Гома — Жизении       | Демократическая Республика Конго — Руанда                           |                                   |
| Нджамена — Куссери   | Чад — Камерун                                                       |                                   |